# Kalophrynus
A Kalophrynus a kétéltűek (Amphibia) osztályába, valamint a békák (Anura) rendjébe és a szűkszájúbéka-félék (Microhylidae) családjába tartozó Kalophryninae alcsalád egyetlen neme.

## Előfordulása
A nembe tartozó fajok Kinában,  Jáva szigetén, a Fülöp-szigeteken és India Asszám államában honosak.

## Rendszerezés
A nembe az alábbi fajok tartoznak:
- Kalophrynus anya Zug, 2015
- Kalophrynus baluensis Kiew, 1984
- Kalophrynus barioensis Matsui & Nishikawa, 2011
- Kalophrynus bunguranus (Günther, 1895)
- Kalophrynus calciphilus Dehling, 2011[1]
- Kalophrynus cryptophonus Vassilieva, Galoyan, Gogoleva & Poyarkov, 2014[2]
- Kalophrynus eok Das & Haas, 2003
- Kalophrynus heterochirus Boulenger, 1900
- Kalophrynus honbaensis Vassilieva, Galoyan, Gogoleva & Poyarkov, 2014[2]
- Kalophrynus interlineatus (Blyth, 1855)
- Kalophrynus intermedius Inger, 1966
- Kalophrynus kiewi Matsui, Eto, Belabut, and Nishikawa, 2017
- Kalophrynus limbooliati Matsui, Nishikawa, Belabut, Norhayati & Yong, 2012[3]
- Kalophrynus meizon Zug, 2015
- Kalophrynus menglienicus Yang & Su, 1980
- Kalophrynus minusculus Iskandar, 1998
- Kalophrynus nubicola Dring, 1983
- Kalophrynus orangensis Dutta, Ahmed & Das, 2000
- Kalophrynus palmatissimus Kiew, 1984
- Kalophrynus pleurostigma Tschudi, 1838
- Kalophrynus punctatus Peters, 1871
- Kalophrynus robinsoni Smith, 1922
- Kalophrynus sinensis Peters, 1867
- Kalophrynus subterrestris Inger, 1966
- Kalophrynus tiomanensis Chan, Grismer & Grismer, 2011[4]
- Kalophrynus yongi Matsui, 2009[5]